# Гачок (фільм)
«Гачок» — радянський художній фільм 1989 року, знятий режисером Джахангіром Касимовим на кіностудії «Відеофільм».

## Сюжет
Фільм знятий за твором узбексого письменника Хайріддіна Султанова "Ой, Джамшид". Арінбай програв у азартні ігри. Він має виплатити борг до ранку. У квартирі моторошна тиша. Родичі зібралися. Почалися консультації щодо стягнення та погашення цього боргу. Переглядаючи фільм, ми розуміємо, що втрата доброти, щирості та терпимості між родичами – це більша трагедія, ніж програш у життєвому ризику.

## У ролях
- Карим Мірхадієв — Арінбай
- Ходжіакбар Нурматов — головна роль
- Лола Бадалова — мати Арінбая
- Сайоора Юнусова — роль другого плану
- Туйчі Аріпов — роль другого плану
- Туті Юсупова — роль другого плану
- Діяс Рахматов — роль другого плану
- Йодгар Сагдієв — роль другого плану
- Зуфар Раїмов — роль другого плану
- Іногам Адилов — роль другого плану
- Абдухаліл Мігнаров — роль другого плану
- Муллабек Мірзабеков — роль другого плану
- Улугбек Мусаєв — роль другого плану
- Камоліддін Вахобов — роль другого плану
- Аброр Тоїров — роль другого плану

## Знімальна група
- Режисер — Джахангір Касимов
- Сценарист — Егамберді Мусаєв
- Оператор — Равшан Аскаров
- Композитор — Алішер Ікромов
- Художник — Хамза Хаджикулов